# Euchalcis vexans
Euchalcis vexans is een vliesvleugelig insect uit de familie bronswespen (Chalcididae). De wetenschappelijke naam is voor het eerst geldig gepubliceerd in 1972 door Boucek. 